# Myza
Myza é um género de ave da família Meliphagidae.
Este género contém as seguintes espécies:
- Myza celebensis
- Myza sarasinorum